# Thomas Telford
Thomas Telford (9. srpna 1757 Westerkirk, Skotsko – 9. září 1834) byl skotský stavební inženýr, architekt, kameník, dále stavitel silnic, mostů a kanálů. Poté, co se etabloval jako inženýr silničních a kanálových projektů ve Shropshire, navrhl řadu projektů ve svém rodném Skotsku včetně přístavů a tunelů. Později byl prvním předsedou Institution of Civil Engineers, v jehož čele stál po 14 let až do smrti.

## Život
Thomas Telford se narodil ve skotském Westerkirku. Vyučil se kameníkem a pracoval na různých stavbách v Edinburghu, Londýně a v portsmouthských docích. V roce 1787 se stal stavebním inženýrem veřejných prací v hrabství Shropshire. V roce 1790 byl pověřen první samostatnou velkou prací, kterou byl most přes řeku Severn v Montfordu (Montford Bridge).

## Ellesmerský kanál
Velkým úspěchem se stal Ellsmereský kanál, průplav spojující uhelné doly a železárny ve Wrexhamu s Chesterem a Shrewsbury. Součástí této stavby je jeden z technických divů průmyslové revoluce – Pontcysyllteský akvadukt, překlenující údolí řeky Dee. Je 305 m dlouhý a má 19 litinových oblouků. Koryto kanálu bylo konstruováno z litinových desek spojovaných rybinovou drážkou a zpevněných cementem. Kanál je dodnes v provozu a plavba po něm patří k nezapomenutelným turistickým zážitkům.

## Kaledonský kanál

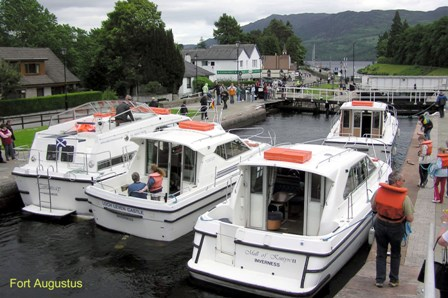
Kaledonský kanál

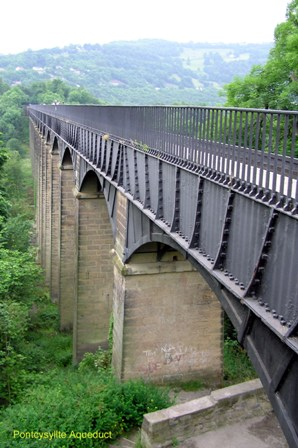
Pontcysyllteský akvadukt přes údolí řeky Dee v severním Walesu (červen 2005)

Po dokončení Ellsmerského kanálu se Telford vrátil do rodného Skotska a řídil stavbu Kaledonského kanálu, který mimo jiné prochází jezerem Loch Ness. Mezi jeho další proslulé stavby patří visutý most Menai Suspension Bridge (1819–1826) spojující ostrov Anglesey s pevninou ve Walesu a londýnské doky (Katherine's Docks 1824–1828). Byl rovněž významným stavitelem britské silniční sítě. Za svůj život postavil více než 1000 mil silnic (např. Londýn – Holyhead).